# Houck (Arizona)
Houck (Navajo: Ma'iito'í) ist ein Census-designated place im Apache County im US-Bundesstaat Arizona. Das U.S. Census Bureau hat bei der Volkszählung 2020 eine Einwohnerzahl von 886 ermittelt.
Der Ort befindet sich nördlich der Interstate 40.